# تپه پیون
تپه پیون مربوط به پارتی است و در ایذه، پیون( یا  پیان)، جنب بخشداری واقع شده و این اثر در تاریخ ۲۵ اسفند ۱۳۷۹ با شمارهٔ ثبت ۳۲۳۳ به‌عنوان یکی از آثار ملی ایران به ثبت رسیده است.